# Maison Ébaudy de Rochetaillé
La maison Ébaudy de Rochetaillé, également appelée maison Cousin, est une maison située 4/6 rue Salengro dans le quartier du Vieux-Vesoul, à Vesoul, dans la Haute-Saône. La maison était autrefois la résidence de l'ancien député Vincent Ébaudy de Rochetaillé.

## Histoire

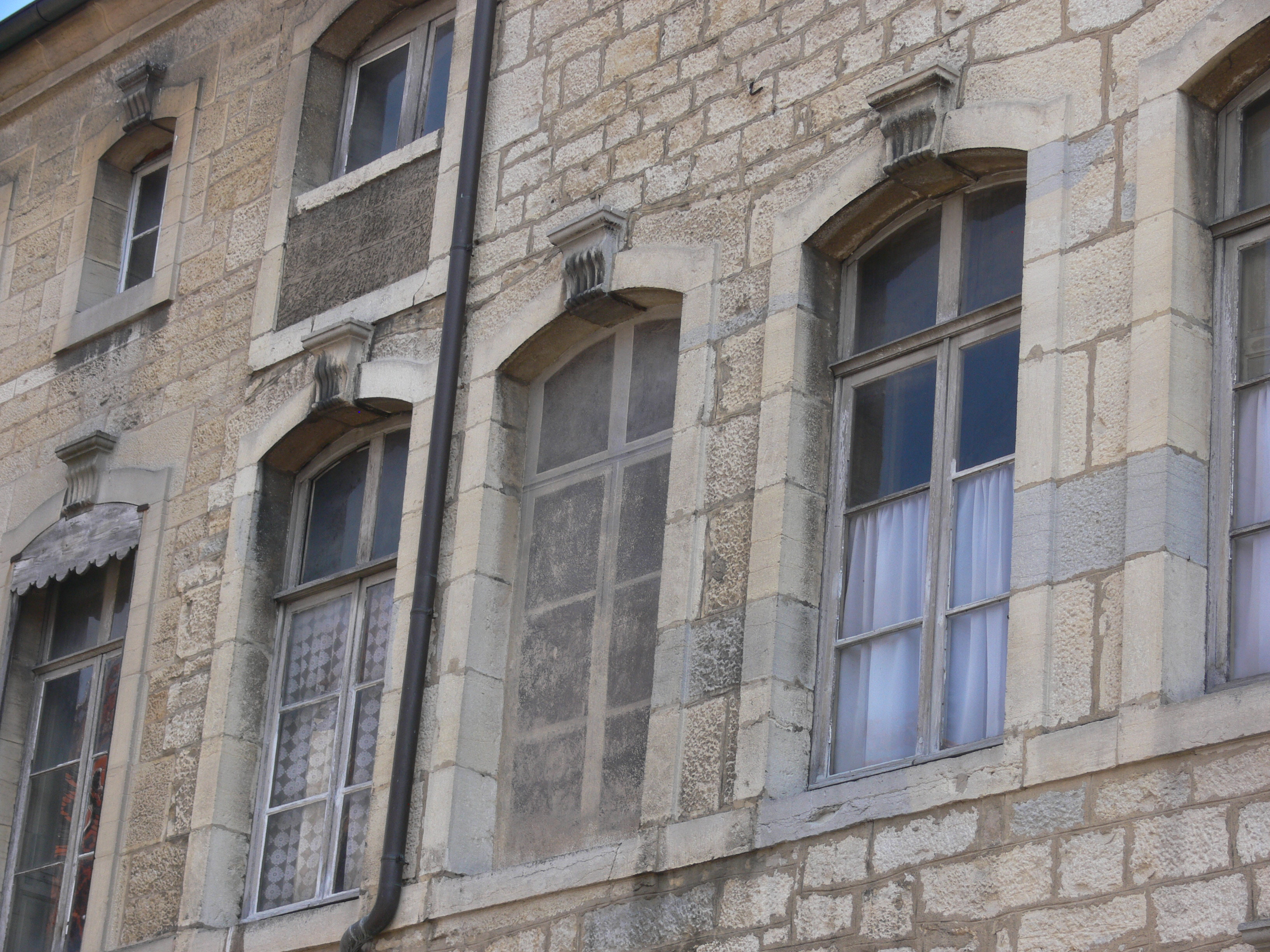
Fenêtre en trompe-l'œil

L'hôtel est construit vers 1781, à l'extrémité de la ville, à proximité du collège des jésuites. Il appartient à la même famille depuis 1797 et a été rénové au XIXe siècle.
Il fait l'objet d'une inscription au titre des monuments historiques par arrêté du 6 septembre 1996.